# فریبرز کامکاری
فریبرز کامکاری نویسنده و کارگردان کردِ ایرانی و مقیم ایتالیا است. کامکاری را به عنوان سازنده فیلم‌های سینمایی روایت مخدوش: نوار ویدیویی که فریبرز کامکاری در آشغالدانی پیدا کرده(۱۳۸۱) و فصل ممنوعه/سیف‌الله(۱۳۸۴) می‌شناسند. هیچ‌کدام از آثار کامکاری در ایران به اکران عمومی نرسیده‌اند.

## زندگینامه
فریبرز کامکاری متولد ۱۳۵۰ نویسنده و کارگردان کرد اهل سنندج مقیم ایتالیا است. از آثار او می‌توان به فیلم‌های سینمایی "روایت مخدوش: نوار ویدیویی که فریبرز کامکاری در آشغالدانی پیدا کرده" (۲۰۰۲) "فصل ممنوعه" (۲۰۰۵)، "گلهای کرکوک" (۲۰۱۰)، "پیتزا و خرما" (۲۰۱۵)، مستند "آب و شکر" (۲۰۱۷) و فیلمنامه‌های پلیس جوان(۱۳۸۰) و زمانی برای مستی اسب‌ها(مشترک با بهمن قبادی) نام برد. . فیلم "گل‌های کرکوک" بر اساس رمانی به همین نام به قلم فریبرز کامکاری ساخته شده است. او نگاهی منتقد به مسائل سیاسی همچون تعصبات مذهبی و جنگ آمریکا و عراق دارد. وی در سال ۱۳۸۲ فیلمنامه‌ی فیلم وقت چیدن گردوها (ایرج امامی) را بر اساس حکایتی کهن از صدرالدین عینی نوشت که به دلیل نوع نگاه به شخصیت یک روحانی هیچ گاه در ایران اکران نشد(و پانزده سال بعد، در ۱۳۹۷ به صورت دی‌وی‌دی با حذفیاتی منتشر شد.).

## درونمایه‌ها
از دغدغه‌های کامکاری در آثارش می‌توان به نادیده گرفته شدن حقوق مردمان کرد در ایران و عراق(روایت مخدوش، گل‌های کرکوک)، تعصبات مذهبی و توحش پیروان حلقه‌های تروریستی(فصل ممنوعه)، درگیری‌های مذهبی بین مهاجرین مسلمان و مسیحیان اروپا(کمدیِ پیتزا و خرما) و سایه‌ی سنگین میلیتارسیم بر زندگی انسان امروز و نسبت مستقیم آن با فقر(روایت مخدوش، فیلم کوتاه پسرها سرباز به دنیا نمی‌آیند) اشاره کرد.

## آثار
پسرها سرباز به دنیا می‌آیند(فیلم کوتاه، سینمای جوان، ۱۳۷۷)
فیلمنامه سریال روزگار جوانی برای چهار قسمت آخر فصل اول
فیلمنامه‌ی بلوط‌های آربابا(برای فیلم زمانی برای مستی اسب‌ها به کارگردانی بهمن قبادی، ۱۳۷۸)
فیلمنامه‌ی پلیس جوان(با همکاری سیروس مقدم، برای سریالی به کارگردانی سیروس مقدم، ۱۳۸۰)
روایت مخدوش: نوار ویدیویی که فریبرز کامکاری در آشغال‌دانی پیدا کرده(فیلم بلند، ویدیویی، ۱۳۸۰)
فصل ممنوعه/سیف‌الله(فیلم بلند، ۱۳۸۴)
گل‌های کرکوک(فیلم بلند، ۲۰۰۹)
پیتزا و خرما(فیلم بلند، ۲۰۱۵)
آب و شکر(مستند بلند، ۲۰۱۷)